# Lutfulla Turaev
Lutfulla Turaev (30 de março de 1988) é um futebolista profissional usbeque que atua como meia.

## Carreira
Lutfulla Turaev representou a Seleção Usbeque de Futebol na Copa da Ásia de 2015.